# Elissandra Regina Cavalcanti
Elissandra Regina Cavalcanti ou apenas Nenê (31 de março de 1976) é uma ex-futebolista profissional brasileira que atuava como defensora.

## Carreira
Nenê fez parte do elenco da Seleção Brasileira de Futebol Feminino, em Atlanta 1996, na primeira olimpíada do futebol feminino e 2000. 